# Diagnóza (dokumentární cyklus)
Diagnóza je dokumentární vzdělávací cyklus České televize o příznacích, léčbě a případných následcích některých nemocí. Je vysílán od roku 2001. Jednotlivé díly mají délku 15–20 minut a v režii se střádají např. Moris Issa, Vít Hájek, Olga Sommerová, Jaromír Herskovič, Petr Zrno, Andrea Majstorovičová, Drahomíra Vihanová, Pavel Marek, Martin Hanzlíček, Vlastimil Šimůnek, Světlana Lazarová nebo Vladimír Kunz.

## Seznam odvysílaných dílů
| Název dílu                                            | Odkaz do archivu ČT       |
| ----------------------------------------------------- | ------------------------- |
| AIDS                                                  | Spustit z videoarchivu ČT |
| Akné                                                  | Spustit z videoarchivu ČT |
| Akutní disekce aorty                                  | Spustit z videoarchivu ČT |
| Akutní infarkt                                        | Spustit z videoarchivu ČT |
| Akutní lymfoblastická leukémie                        | Spustit z videoarchivu ČT |
| Anorexie                                              | Spustit z videoarchivu ČT |
| Artróza kolenního kloubu                              | Spustit z videoarchivu ČT |
| Aspergerův syndrom                                    | Spustit z videoarchivu ČT |
| Atopický ekzém                                        | Spustit z videoarchivu ČT |
| Autismus                                              | Spustit z videoarchivu ČT |
| Autismus u malých dětí                                | Spustit z videoarchivu ČT |
| Bércové vředy                                         | Spustit z videoarchivu ČT |
| Bolesti hlavy                                         | Spustit z videoarchivu ČT |
| Bolesti zad                                           | Spustit z videoarchivu ČT |
| Cévní mozková příhoda                                 | Spustit z videoarchivu ČT |
| Cirhóza jater                                         | Spustit z videoarchivu ČT |
| Cystická fibróza                                      | Spustit z videoarchivu ČT |
| Dechová nedostatečnost u kardiaků                     | Spustit z videoarchivu ČT |
| Diabetes                                              | Spustit z videoarchivu ČT |
| Domácí dialýza                                        | Spustit z videoarchivu ČT |
| Dynamické stabilizace páteře                          | Spustit z videoarchivu ČT |
| Endoprotéza kyčelního kloubu                          | Spustit z videoarchivu ČT |
| Epilepsie u dětí                                      | Spustit z videoarchivu ČT |
| Extrémní nezralost u novorozenců                      | Spustit z videoarchivu ČT |
| Fabryho nemoc                                         | Spustit z videoarchivu ČT |
| Fenylketonurie                                        | Spustit z videoarchivu ČT |
| Fibrilace síní                                        | Spustit z videoarchivu ČT |
| Hluboká žilní trombóza                                | Spustit z videoarchivu ČT |
| Chirurgie ruky                                        | Spustit z videoarchivu ČT |
| Chronická obstrukční plicní nemoc                     | Spustit z videoarchivu ČT |
| Chřipka                                               | Spustit z videoarchivu ČT |
| Inkontinence                                          | Spustit z videoarchivu ČT |
| Inkontinence moči                                     | Spustit z videoarchivu ČT |
| Inkontinence u mužů                                   | Spustit z videoarchivu ČT |
| Jaterní metastáza kolorektálního karcinomu            | Spustit z videoarchivu ČT |
| Karcinom plic                                         | Spustit z videoarchivu ČT |
| Katetrizační léčba srdce                              | Spustit z videoarchivu ČT |
| Křečové žíly                                          | Spustit z videoarchivu ČT |
| Lámavost kostí                                        | Spustit z videoarchivu ČT |
| Léčba akné                                            | Spustit z videoarchivu ČT |
| Léčba astmatu                                         | Spustit z videoarchivu ČT |
| Léčba Crohnovy choroby                                | Spustit z videoarchivu ČT |
| Léčba chronické bolesti                               | Spustit z videoarchivu ČT |
| Léčba karcinomu jater                                 | Spustit z videoarchivu ČT |
| Léčba ledvin                                          | Spustit z videoarchivu ČT |
| Léčba mozkových výdutí                                | Spustit z videoarchivu ČT |
| Léčba obezity                                         | Spustit z videoarchivu ČT |
| Lehká mozková dysfunkce                               | Spustit z videoarchivu ČT |
| Metabolický syndrom                                   | Spustit z videoarchivu ČT |
| Metody rekonstrukce prsů                              | Spustit z videoarchivu ČT |
| Miniinvazivní léčba myomu                             | Spustit z videoarchivu ČT |
| Miniinvazivní léčba zúžení krčních tepen              | Spustit z videoarchivu ČT |
| Miniinvazivní operace chlopně                         | Spustit z videoarchivu ČT |
| Miniinvazivní operace kloubů                          | Spustit z videoarchivu ČT |
| Moderní léčba diabetu                                 | Spustit z videoarchivu ČT |
| Moderní léčba zářením                                 | Spustit z videoarchivu ČT |
| Mozková příhoda                                       | Spustit z videoarchivu ČT |
| Myastenie                                             | Spustit z videoarchivu ČT |
| Nádor hypofýzy                                        | Spustit z videoarchivu ČT |
| Nádor na mozku                                        | Spustit z videoarchivu ČT |
| Nádor sluchového nervu                                | Spustit z videoarchivu ČT |
| Nádorové onemocnění mozku                             | Spustit z videoarchivu ČT |
| Nádorové onemocnění varlat                            | Spustit z videoarchivu ČT |
| Nádory tlustého střeva                                | Spustit z videoarchivu ČT |
| Náhlá srdeční smrt                                    | Spustit z videoarchivu ČT |
| Náhrada konečníku tenkým střevem                      | Spustit z videoarchivu ČT |
| Neuralgie trojklaného nervu                           | Spustit z videoarchivu ČT |
| Nitrobřišní laparoskopické operace                    | Spustit z videoarchivu ČT |
| Normotenzní hydrocefalus u dospělých                  | Spustit z videoarchivu ČT |
| Nová čelist                                           | Spustit z videoarchivu ČT |
| Nová léčba anginy pektoris                            | Spustit z videoarchivu ČT |
| Obnovení pohybu horní končetiny                       | Spustit z videoarchivu ČT |
| Operační léčba epilepsie                              | Spustit z videoarchivu ČT |
| Otylost a nadváha                                     | Spustit z videoarchivu ČT |
| Pětinásobný bypass                                    | Spustit z videoarchivu ČT |
| Plastika aortálních chlopní                           | Spustit z videoarchivu ČT |
| Plastika srdeční chlopně                              | Spustit z videoarchivu ČT |
| Plicní embolie                                        | Spustit z videoarchivu ČT |
| Poruchy páteře neboli heksnšus                        | Spustit z videoarchivu ČT |
| Poruchy růstu                                         | Spustit z videoarchivu ČT |
| Poruchy sluchu vyvolané hlukem a tinnitus             | Spustit z videoarchivu ČT |
| Poruchy spánku                                        | Spustit z videoarchivu ČT |
| Poruchy srdečního rytmu                               | Spustit z videoarchivu ČT |
| Posttraumatický syndrom u vojáků                      | Spustit z videoarchivu ČT |
| Poškození míchy                                       | Spustit z videoarchivu ČT |
| Prader-Willi syndrom                                  | Spustit z videoarchivu ČT |
| Průduškové astma                                      | Spustit z videoarchivu ČT |
| Psoriáza čili lupénka                                 | Spustit z videoarchivu ČT |
| Psychotické poruchy                                   | Spustit z videoarchivu ČT |
| Radioterapie při operaci                              | Spustit z videoarchivu ČT |
| Rakovina kůže                                         | Spustit z videoarchivu ČT |
| Rakovina prsu u dívek                                 | Spustit z videoarchivu ČT |
| Rekonstrukce amputovaných končetin                    | Spustit z videoarchivu ČT |
| Rekonstrukce oka                                      | Spustit z videoarchivu ČT |
| Rekonstruktivní plastická operace obličeje            | Spustit z videoarchivu ČT |
| Renální denervace                                     | Spustit z videoarchivu ČT |
| Revmatoidní artritida                                 | Spustit z videoarchivu ČT |
| Robotická cévní operace                               | Spustit z videoarchivu ČT |
| Robotická operace srdce                               | Spustit z videoarchivu ČT |
| Roztroušená skleróza                                  | Spustit z videoarchivu ČT |
| Roztroušená skleróza mozkomíšní                       | Spustit z videoarchivu ČT |
| Schizofrenie                                          | Spustit z videoarchivu ČT |
| Skolióza                                              | Spustit z videoarchivu ČT |
| Srdeční resynchronizační léčba                        | Spustit z videoarchivu ČT |
| Srdeční vady                                          | Spustit z videoarchivu ČT |
| Srdeční zástava                                       | Spustit z videoarchivu ČT |
| Svalová dystrofie                                     | Spustit z videoarchivu ČT |
| Syfilis                                               | Spustit z videoarchivu ČT |
| Syndrom Smith Magenis                                 | Spustit z videoarchivu ČT |
| Telemedicína                                          | Spustit z videoarchivu ČT |
| Totální endoprotéza čelistního kloubu                 | Spustit z videoarchivu ČT |
| Transplantace oční rohovky                            | Spustit z videoarchivu ČT |
| Trombóza                                              | Spustit z videoarchivu ČT |
| Turnerův syndrom                                      | Spustit z videoarchivu ČT |
| Umělá céva                                            | Spustit z videoarchivu ČT |
| Umělá duhovka                                         | Spustit z videoarchivu ČT |
| Umělá chlopeň                                         | Spustit z videoarchivu ČT |
| Umělé srdce                                           | Spustit z videoarchivu ČT |
| Uzávěr ouška levé srdeční síně                        | Spustit z videoarchivu ČT |
| Varikokéla                                            | Spustit z videoarchivu ČT |
| Zázrak jako realita                                   | Spustit z videoarchivu ČT |
| Zpověď pacienta                                       | Spustit z videoarchivu ČT |
| Žena a rakovina prsu                                  | Spustit z videoarchivu ČT |
| Život s dětskou mozkovou obrnou – Přes kaluže neskáču | Spustit z videoarchivu ČT |